# Echo margarita
Echo margarita (лат.) — вид стрекоз из семейства красотки (Calopterygidae). Индия (Arunachal Pradesh, Manipur, Meghalaya, Nagaland), Юго-Восточная Азия: Мьянма. Имаго отмечены с мая по октябрь. Личинки обитают в чистых горных водных потоках.
- Подвиды
  - Echo margarita margarita
  - Echo margarita tripartita